# Долгоозёрная улица
Долгоозёрная улица — улица в Приморском районе Санкт-Петербурга. Проходит от Планерной улицы до улицы Маршала Новикова.

## История
Название было присвоено улице 9 марта 1987 года. Оно связано с расположением рядом с Долгим озером, от которого также получил название район Озеро Долгое.

## Объекты
Улица представляет собой бульвар. В её центре — Долгоозёрный сквер. В квартале между Комендантским проспектом и Проспектом Королёва находится администрация МО Юнтолово. На пересечении с Планерной улицей находится единственный в МО Юнтолово храм во имя Святого Николая Чудотворца, построенный в 2008 году. Автор проекта — архитектор Е. В. Бойцова.
На Долгоозёрной улице планируется построить собор Архистратига Михаила. 28 апреля 2009 года правительство Санкт-Петербурга разрешило провести изыскательские работы на месте предполагаемого строительства. Храм собираются возвести в сквере между Долгоозёрной, Ольховой улицами и проспектом Королева. Неподалёку на Долгоозёрной улице рядом с Планерной улицей построен ещё один собор — Сошествия святого Духа на апостолов. Сейчас на этом месте стоит часовня.

## Пересечения
- Планерная улица
- проспект Авиаконструкторов
- Комендантский проспект
- Ольховая улица (примыкание)
- проспект Королёва
- Парашютная улица
- улица Маршала Новикова и Вербная улица

## Транспорт
Ближайшая станция метро — «Комендантский проспект».